# Гришенское
Гришенское — село в Мамонтовском районе Алтайского края России. Административный центр Гришенского сельсовета.

## История
Основано в 1887 г. В 1928 году посёлок Гришинский состоял из 82 хозяйств, основное население — русские. В административном отношении являлся центром Гришинского сельсовета Тюменцевского района Каменского округа Сибирского края.
В 1978 году в состав села включен посёлок Новомосковский.

## Население
| 1926  | 1997  | 1998  | 1999  | 2000  | 2001  | 2002  | 2003 | 2004 | 2005  |
| ----- | ----- | ----- | ----- | ----- | ----- | ----- | ---- | ---- | ----- |
| 395   | ↗1017 | ↗1034 | ↘1022 | ↗1039 | ↗1063 | ↘1016 | ↘966 | ↗999 | ↗1015 |
| 2006  | 2007  | 2008  | 2009  | 2010  | 2011  | 2012  | 2013 |      |       |
| ↘1008 | ↗1013 | ↘1012 | ↘1005 | ↘888  | ↗926  | ↘891  | ↗895 |      |       |

Национальный состав
Согласно результатам переписи 2002 года, в национальной структуре населения русские составляли 95 %.